# امامزاده شاه علمدار
امامزاده شاه علمدار، نام امامزاده و روستایی از توابع بخش مرکزی شهرستان زرین‌دشت در استان فارس ایران است.
امیر مجتبی معروف به شاه علمدار از نوادگان موسی ابن جعفر امام هفتم شیعیان است.

## جمعیت
این روستا در دهستان دبیران قرار دارد و براساس سرشماری مرکز آمار ایران در سال ۱۳۸۵، جمعیت آن ۳۷ نفر (۷خانوار) بوده‌است.